# Đảo Ốc Hoa
Đảo Ốc Hoa là một bãi cát thuộc nhóm đảo Lưỡi Liềm của quần đảo Hoàng Sa. Đảo cách đảo Hoàng Sa 4,2 hải lý (7,8 km) về phía đông bắc và cách bãi Xà Cừ 2,1 km về phía tây.
Đảo Ốc Hoa là đối tượng tranh chấp giữa Việt Nam, Đài Loan và Trung Quốc. Hiện nay, Trung Quốc đang kiểm soát đảo này.
- Tên gọi: đảo Ốc Hoa;[1] tiếng Anh: chưa rõ; tiếng Trung: 全富岛; bính âm: Quánfù dǎo, Hán-Việt: Toàn Phú đảo

Tên đảo xuất phát từ tên của loại sản vật biển "ốc hoa" ở Hoàng Sa. Sách Phủ biên tạp lục của Lê Quý Đôn chép:
Ngày trước, họ Nguyễn có thiết lập đội Hoàng Sa gồm bảy mươi suất, (...) Họ chèo năm chiếc thuyền câu nhỏ ra ngoài biển cả ba ngày ba đêm mới đến đảo (tức đảo Hoàng Sa). Họ tha hồ lượm lặt, tự ý bắt chim, bắt cá làm đồ ăn. (...) Họ còn lượm nhặt những vỏ đồi mồi, những con hải sâm, những hạt con ốc hoa thật là nhiều.— Lê Quý Đôn, Phủ biên tạp lục, quyển 2, 1776

Sau này, bộ sử Đại Nam thực lục (tiền biên) nhắc lại:
Xã An Vĩnh, huyện Bình Sơn, phủ Quảng Ngãi, ở ngoài biển, có hơn một trăm ba mươi bãi cát, cách nhau hoặc một ngày đường hoặc vài trống canh, kéo dài không biết mấy ngàn dặm, tục gọi là Vạn lý Trường Sa. Trên bãi có giếng nước ngọt. Sản vật có hải sâm, đồi mồi, ốc hoa, vích,...— Quốc sử quán (triều Nguyễn), Đại Nam thực lục (tiền biên), 1844

- Đặc điểm: cấu thành chủ yếu từ cát san hô cùng với mảnh vụn từ tảo san hô và trùng lỗ. Đảo có chiều dài từ đông sang tây khoảng 315 m, chiều rộng từ bắc xuống nam khoảng 95 m nhưng hình thể vẫn tiếp tục thay đổi. Hiện diện tích của đảo vào khoảng 3 ha. Mặt bắc của đảo cao hơn mặt nam.[4]

## Hình ảnh
| đảo Quang Hoà đảo Duy Mộng đảo Quang Ảnh đá Hải Sâm đảo Hữu Nhật đảo Hoàng Sa đảo Ốc Hoa đảo Ba Ba bãi Xà Cừ Khu trung tâm nhóm đảo Lưỡi Liềm thuộc quần đảo Hoàng Sa, nhìn từ phía đông |